# Tonkünstler-Orchester Niederösterreich
Das Tonkünstler-Orchester Niederösterreich ist das Symphonieorchester des Landes Niederösterreich. Chefdirigent ist der Franzose Fabien Gabel. Seine neue Position trat er mit der traditionellen Sommernachtsgala Grafenegg im Juni 2025 an und löste damit Yutaka Sado ab, einen der bedeutendsten japanischen Dirigenten unserer Zeit, der das Orchester seit 2015 zehn Jahre lang geleitet hatte. Im Rahmen des Kulturauftrags als niederösterreichisches Landesorchester gastieren die Tonkünstler regelmäßig in allen Landesbezirken.

Das Tonkünstler-Orchester Niederösterreich mit Chefdirigent Fabien Gabel

## Residenzen
Die Residenzen des Orchesters sind in Wien im Musikverein und in Niederösterreich im Festspielhaus St. Pölten. Im Sommer sind die Tonkünstler als Orchestra in Residence des Grafenegg Festivals in Grafenegg tätig, wo es mit der Open-Air-Bühne Wolkenturm und dem Konzertsaal Auditorium weitere Spielstätten gibt.
Im Stadttheater Wiener Neustadt, das vom Tonkünstler-Orchester nach dreijährigem Umbau im November 2024 wiedereröffnet wurde, gestaltet das Orchester einen eigenen Abonnementzyklus und bietet Programme zur Musikvermittlung an. Nach seiner Rückkehr ins Stadttheater Baden tritt das Tonkünstler-Orchester ab der Saison 25–26 mit symphonischem Repertoire und moderierten Formaten auf.

## Geschichte
Am 10. Oktober 1907 fand im Wiener Musikverein das erste Konzert des Wiener Tonkünstler-Orchesters statt, das jedoch nur bis 1914 als eigenständiges Orchester bestand. Das Wiener Tonkünstler-Orchester fusionierte mit dem Wiener Concertverein; daraus entstanden Anfang der 1930er Jahre die heutigen Wiener Symphoniker. Der gleichnamige Verein „Wiener Tonkünstler-Orchester“ löste sich auf.
Ab 1933 firmierte ein neu gegründetes Orchester unter dem Namen N.S. Wiener Tonkünstlerorchester. Mitte der 1930er-Jahre trat dieses von Leopold Reichwein dirigierte Orchester unter anderem als Orchester des Kampfbunds für deutsche Kultur im Wiener Konzerthaus auf. Im Jahr 1939, nach dem Anschluss Österreichs, wurde aus dem N.S. Wiener Tonkünstlerorchester das Gausymphonieorchester Niederdonau, das sich insbesondere in der Betreuung der Wehrmachtssoldaten sowie für die Kraft durch Freude engagierte.
Nach dem Ende des Zweiten Weltkriegs wurde das Orchester in Niederösterreichisches Landes-Symphonie-Orchester und kurze Zeit später in Niederösterreichisches Tonkünstler-Orchester umbenannt und die Reihe der Sonntagnachmittagskonzerte wieder ins Leben gerufen. Seit einer Umstrukturierung im Jahr 2002 heißt das Orchester Tonkünstler-Orchester Niederösterreich. 2005 erfolgte die Aufnahme in den Verband der NÖ Kulturwirtschaft.

## Dirigenten und Solisten
Das „zweite“ Wiener Tonkünstler-Orchester wurde primär von Leopold Reichwein geleitet. Mit dem Übergang zum Gausymphonieorchester im Jahre 1939 übernahm den Posten des Chefdirigenten der Steirer Bert Costa. Dieser wurde im Jahr 1941 zur Wehrmacht eingezogen, so dass das Orchester von nun an von wechselnden Dirigenten geleitet wurde. Im Jahr 1944 übernahm der musikalische Leiter der Reichsparteitage Friedrich Jung die Leitung des Orchesters.
Den Chefdirigenten Kurt Wöss (1948–1951), Gustav Koslik (bis 1964), Heinz Wallberg (bis 1975), Walter Weller (bis 1978), Miltiades Caridis (bis 1988), Isaac Karabtchevsky (bis 1994), Fabio Luisi (bis 2000), Carlos Kalmar (bis 2003) und Kristjan Järvi folgte mit Beginn der Saison 2009/2010 der Kolumbianer Andrés Orozco-Estrada, der ab der Spielzeit 2014/15 als Orchesterchef des Houston Symphony Orchestra und des hr-Sinfonieorchesters Frankfurt wirkte. Ab der Saison 2015/16 war Yutaka Sado Chefdirigent der Tonkünstler. Im Juni 2023 wurde Fabien Gabel als Chefdirigent ab der Saison 2025/26 vorgestellt. Im Juni 2025 leitete Yutaka Sado sein Abschiedskonzert als Chefdirigent mit Mahlers 8. Sinfonie im Musikverein Wien und im Festspielhaus St. Pölten. Anlässlich seiner Verabschiedung als Chefdirigent wurde ihm der Titel des Ehrendirigenten verliehen.
Das Orchester arbeitet mit Gastdirigenten wie Kent Nagano, Julia Jones, Michail Jurowski, Tomás Netopil, Andrej Boreyko, Jakob Hrůša, Gilbert Varga, Simone Young, Michal Nesterowicz, Ivor Bolton und Robert Trevino zusammen. Mit angesehenen Orchesterleitern wie Hugh Wolff, Krzysztof Urbański, Michael Schønwandt, Jun Märkl, Dmitrij Kitajenko und John Storgårds verbindet die Tonkünstler eine teils langjährige und freundschaftliche Zusammenarbeit. In der Geschichte arbeitete das Ensemble auch mit Dirigenten wie Clemens Krauss, Paul Hindemith, Arvid und Mariss Jansons, Zubin Mehta und Christoph von Dohnányi zusammen.
Zu den solistischen Partnerinnen und Partnern des Orchesters zählen neben vielen anderen Renée Fleming, Joyce DiDonato, Lisa Buniatishvili, Sol Gabetta, Alban Gerhardt, Cameron Carpenter und Michael Schade sowie die Pianisten Rudolf Buchbinder, Fazıl Say, Lars Vogt, Kit Armstrong und Lang Lang. Auch die Violinvirtuosinnen und -virtuosen Alina Pogostkina, Christian Tetzlaff, Augustin Hadelich, Daishin Kashimoto, Emmanuel Tjeknavorian, Arabella Steinbacher und Julia Fischer sowie der Oboist Albrecht Mayer und die Klarinettistin Sabine Meyer traten mit den Tonkünstlern auf.

## Programme
Die Zusammenstellung der Konzerte umfasst bekannte sowie selten gespielte Werke. Die Einbeziehung von Genres wie Jazz und Weltmusik im Rahmen der Plugged-In-Reihe erweitert das Repertoire des Orchesters. Ein Composer in Residence, unter ihnen Brett Dean, HK Gruber, Krzysztof Penderecki, Jörg Widmann, Peter Ruzicka, Toshio Hosokawa, Georg Friedrich Haas und Enno Poppe, arbeitet mit den Tonkünstlern jährlich im Rahmen des Grafenegg Festivals zusammen. Auftragswerke für das Orchester schrieben Komponisten wie Arvo Pärt, Kurt Schwertsik, Friedrich Cerha und Bernd Richard Deutsch. Als eines der ersten österreichischen Orchester richteten die Tonkünstler 2003 eine eigene Abteilung für Musikvermittlung ein: Die Tonspiele sind eines der größten Musikvermittlungsprogramme Österreichs.
Im ORF Radio Niederösterreich sind die Tonkünstler regelmäßig mit der Sendung Tonkünstler präsent, in der am vierten Freitag im Monat eine Vorschau auf die Auftritte und Informationen zu aktuellen Projekten des Orchesters gegeben wird.

## Tourneen
Tourneen führten in den vergangenen Jahren nach Großbritannien, Spanien, Slowenien, Tschechien, ins Baltikum und wiederholt nach Japan. Nach der ersten großen Japan-Tournee mit Yutaka Sado im Frühjahr 2016 mit 14 Konzerten, reisten das Orchester im Mai 2018 erneut für drei Wochen nach Japan. Im Februar und März 2017 gab es acht Konzerten in sechs Städten Großbritanniens, darunter in London, Manchester, Nottingham und Edinburgh. Im Frühjahr 2019 unternahmen die Tonkünstler eine vierteilige Gastspielreise nach Deutschland und traten dort unter anderem in der Elbphilharmonie in Hamburg auf.
2025 gingen die Musikerinnen und Musiker mit Yutaka Sado auf Abschiedstournee: Nach Gastspielen in London und Basingstoke im März gaben sie im Mai 2025 neun Konzerte in Japan – an attraktiven Spielstätten in Metropolen wie Nagoya, Miyazaki und Toyama sowie im Hyogo Performing Arts Center in Nishinomiya. Allein drei Abende gestaltete das Orchester in verschiedenen Konzerthallen in Tokio.

## Aufnahmen
Die ersten Einspielungen des Orchesters fanden u. a. mit dem Dirigenten Fritz Busch statt – auf den LP- und CD-Veröffentlichungen firmierte das Orchester unter unterschiedlichsten Namen und spielte Werken von Schubert, Pleyel, Bruckner, Mahler, Richard Strauss und Johann Strauß ein. Es erschienen auch Neuaufnahmen mit Werken von HK Gruber (Zeitstimmung/Rough Music) und Franz Schmidt (Das Buch mit sieben Siegeln).
2009 erschien Leonard Bernsteins Mass. Im selben Jahr wurden zwei CD-Serien beim Wiener Label Preiser Records aufgenommen. In den Serien „Tonkünstler Live“ und „Grafenegg-Live“ erschienen seither Joseph Haydns Pariser Symphonien sowie Beethovens 9. Symphonie in der Fassung von Gustav Mahler. 2010 wurden die Serien um Aufnahmen mit Werken von Gustav Mahler (Symphonie Nr. 1), Felix Mendelssohn Bartholdy (Ein Sommernachtstraum; Symphonie Nr. 2 Lobgesang) und Robert Schumann (Manfred) erweitert.
Im Jahr 2012 erschien in Zusammenarbeit mit Christian Muthspiel, Gerald Resch, Iván Eröd und dem Dirigenten Andrés Orozco-Estrada die Live-CD Zeit:Punkte. Im darauffolgenden Jahr veröffentlichten die Tonkünstler unter der Dirigentschaft von Orozco-Estrada die Symphonie fantastique von Hector Berlioz bei OehmsClassics. Nachdem die Mezzosopranistin Bernarda Fink beim Tonkünstler-Orchester zu Gast war, nahm sie mit ihnen den Longplayer Bernarda Fink singt Mahler  auf, der im Frühjahr 2014 bei Harmonia Mundi erschien. Zeitgleich brachte das Orchester Mendelssohn Bartholdys Symphonien Nr. 1 und 3 bei OehmsClassics heraus. Die Symphonien Nr. 4 und 5 folgten im Mai 2015. Zudem wurde im Mai 2015 die Gesamtaufnahme der vier Symphonien von Johannes Brahms veröffentlicht.
Im Jahr 2016 kam die Aufnahme von Richard Strauss’ Heldenleben und der Rosenkavalier-Suite als erste CD unter der Leitung des damals neuen Chefdirigenten Yutaka Sado und als erste Veröffentlichung im Eigenlabel des Tonkünstler-Orchesters heraus. Im Herbst 2016 erschienen CDs mit Bruckners 4. Symphonie und Haydns Tageszeiten-Symphonien 6–8, wiederum unter der Leitung Yutaka Sados und im Eigenlabel herausgegeben. 2017 erschienen zunächst eine CD mit Werken von Sibelius, die bereits 2016 aufgenommen worden war. Im April folgte der Tonträger Tribute to Leonard Bernstein; Bernstein war auch das Thema des Jahresprogrammes 2017/18. Im September veröffentlichte das Orchester Aufnahmen der Symphonischen Dichtungen von Richard Strauss unter der Leitung von Jun Märkl. Im Oktober schließlich erschien eine CD mit Bruckners 9. Symphonie und Takemitsus Ceremonial.
2018 erschien zunächst im März die CD String Serenade mit Werken von Tschaikowski, Akutagawa und Respighi; im April wurde eine Aufnahme von Schostakowitschs 5. Symphonie sowie seiner Suite für Varieté-Orchester veröffentlicht. Im September kam eine Aufnahme von Messiaens Turangalîla-Sinfonie auf den Markt, im November eine weitere Aufnahme von Werken Bernsteins, diesmal die 3. Sinfonie sowie die Serenade über Platons Symposium.
2019 wurden drei Tonträger veröffentlicht: Haydns Schöpfung sowie Mahlers 2. und 5. Sinfonie. Im Februar 2020 kam eine CD mit Werken Ravels auf den Markt.
Ebenfalls 2020 wurden eine Aufnahme des Neujahrskonzert-Programms sowie der Mitschnitt der 8. Symphonie von Bruckner veröffentlicht. 2021 erschienen die 2. Symphonie von Brahms und seine Haydn-Variationen sowie eine Einspielung von Mussorgskis Bilder einer Ausstellung und von Nikolai Rimski-Korsakow Scheherazade. Larchers Symphonie Alle Tage und sein Violinkonzert kamen 2022 heraus, die 3. und die 4. Symphonie von Mahler und die CD Symphonic Alps mit dem Herbert Pixner Projekt im Jahr 2023. Mahlers 1., 6. und 7. Symphonie kamen 2024 auf den Markt, ebenso die Produktion Was ma heut net träumen mit Ina Regen und Band.

## Auszeichnungen
- 2022: Österreichischer Musiktheaterpreis – Sonderpreis „Orchester“[7]